# National Maritime Museum
Pour les articles homonymes, voir Musée de la Marine.
Le National Maritime Museum de Londres est le plus important musée maritime britannique et l'un des plus importants au monde.
Il est situé à Greenwich dans la banlieue sud-est de Londres, dans les bâtiments de la Queen's House et du Old Royal Naval College (devenu le Greenwich Hospital).

## Historique
De nombreuses pièces de la marine nationale anglaise y sont exposées, notamment des objets récupérés dans l'épave du Titanic 

## Médaille Caird
La médaille Caird est créée en 1984, pour célébrer le 50e anniversaire de l'acte de fondation du musée maritime, en 1934. La médaille est remise annuellement à une personne qui a participé dans le domaine de la connaissance et de la diffusion de la connaissance, dans le domaine maritime tel qu'il intéresse le musée de Greenwich. La médaille est nommée en honneur de l'armateur et mécène écossais James Caird (en) (1864–1954), associé à la fondation du musée.

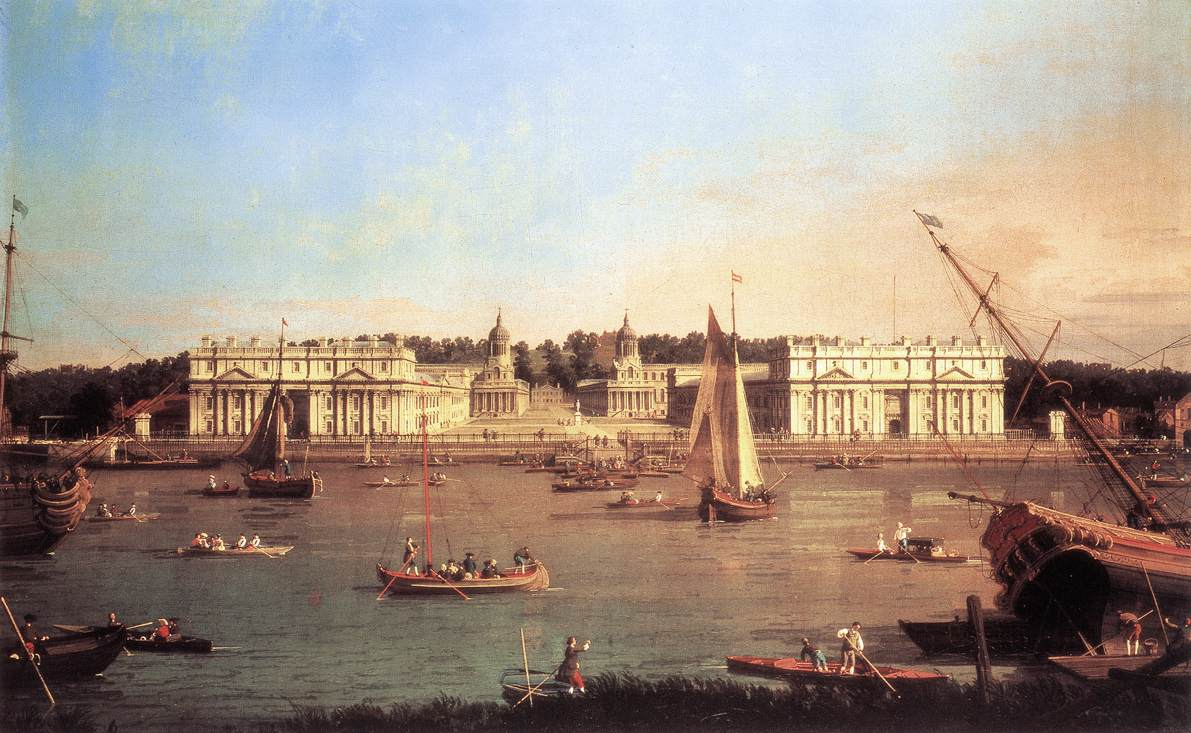
L'hôpital de Greenwich vu de la rive nord de la Tamise par Canaletto vers 1753.

## Galerie

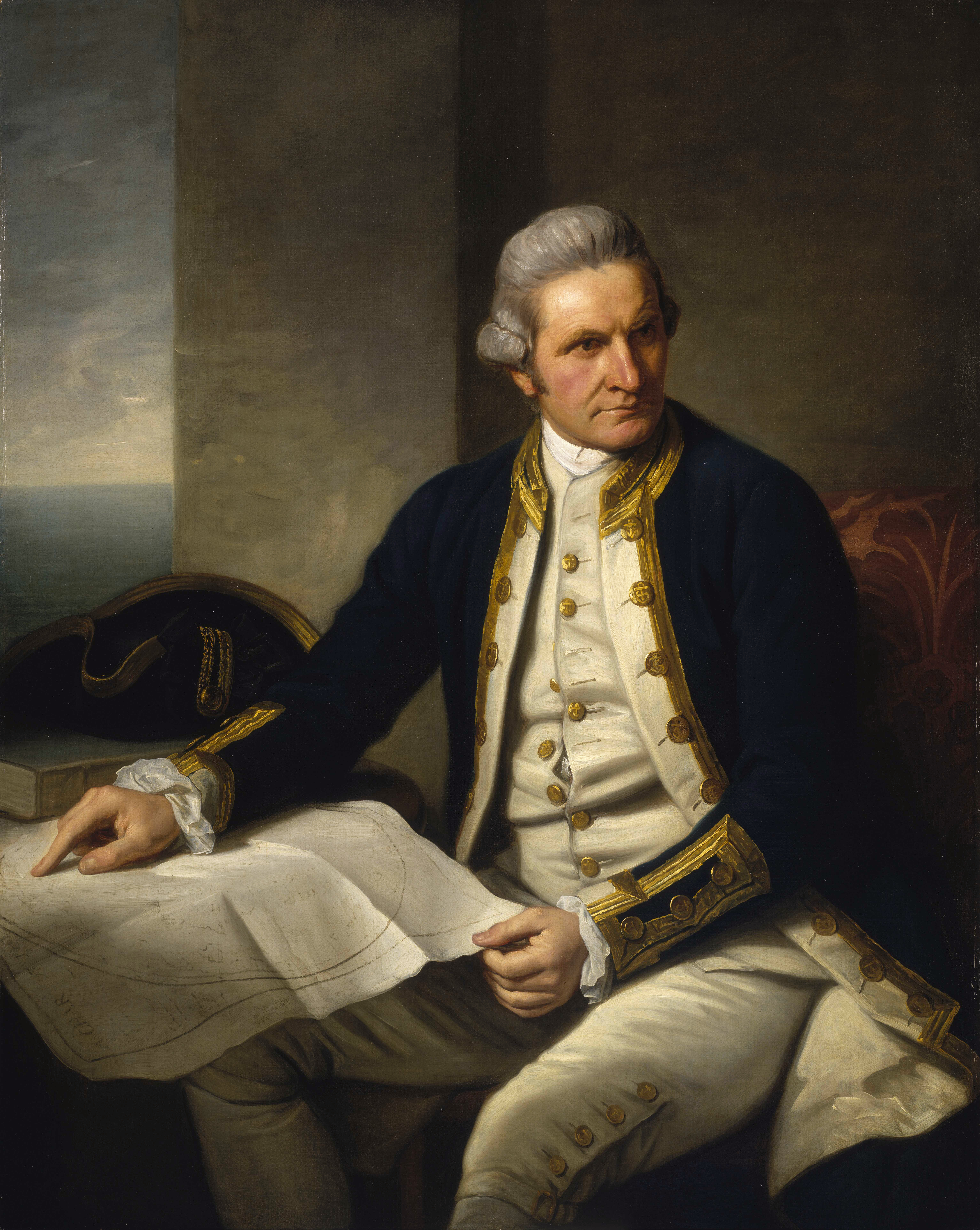
Portrait du capitaine James Cook par Nathaniel Dance.
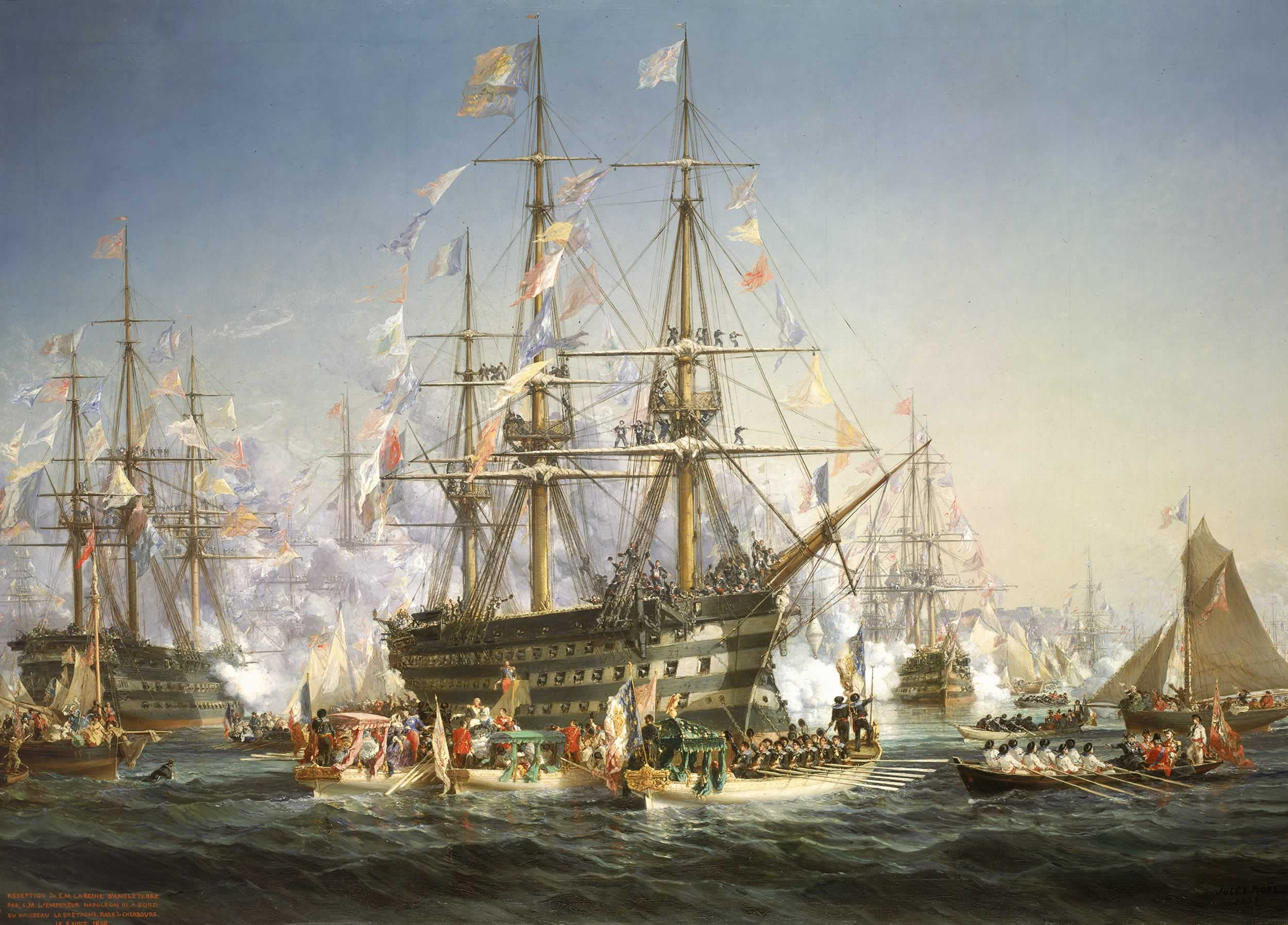
Le navire Bretagne peint par Jules Noël (1859).
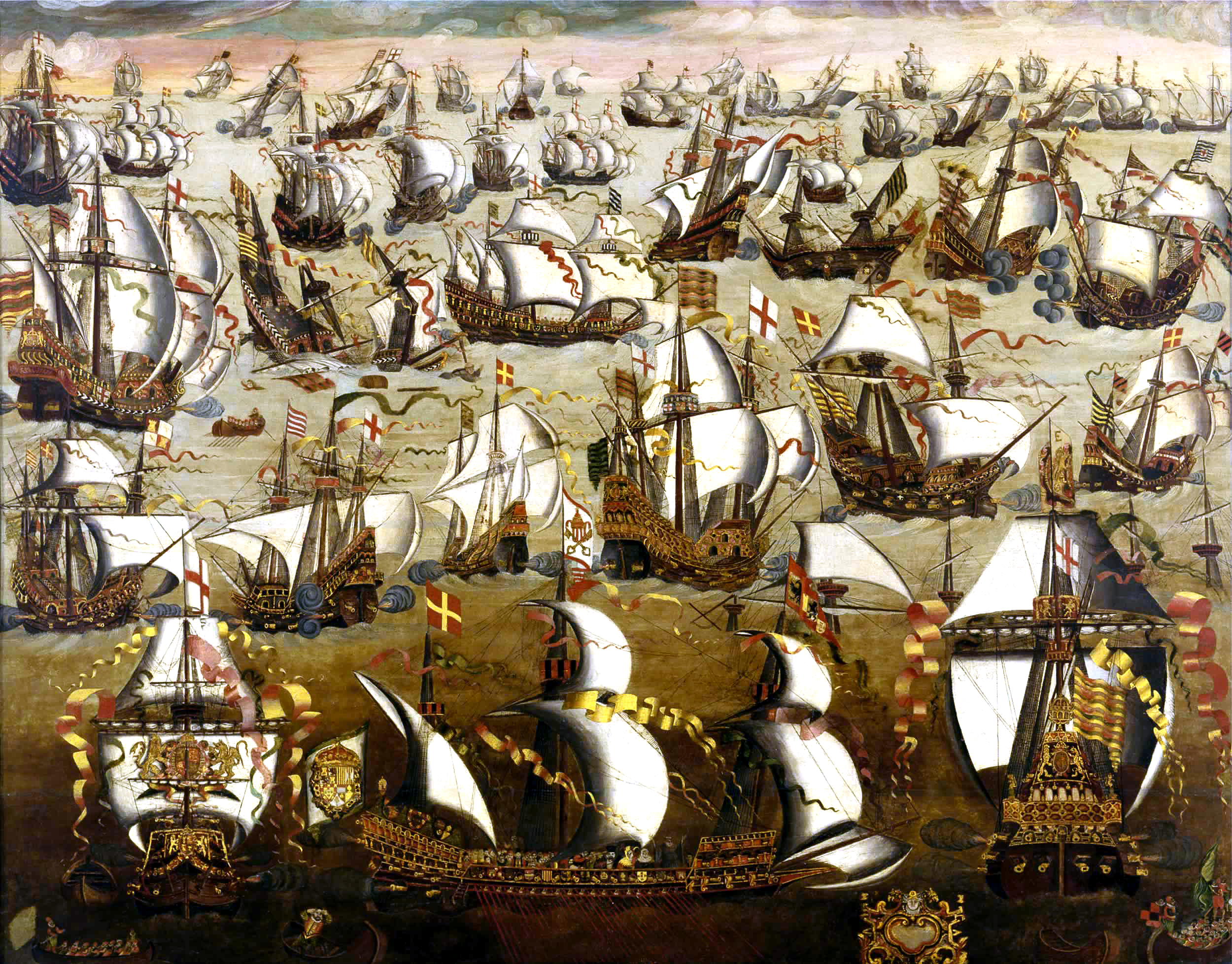
L'Invincible Armada.
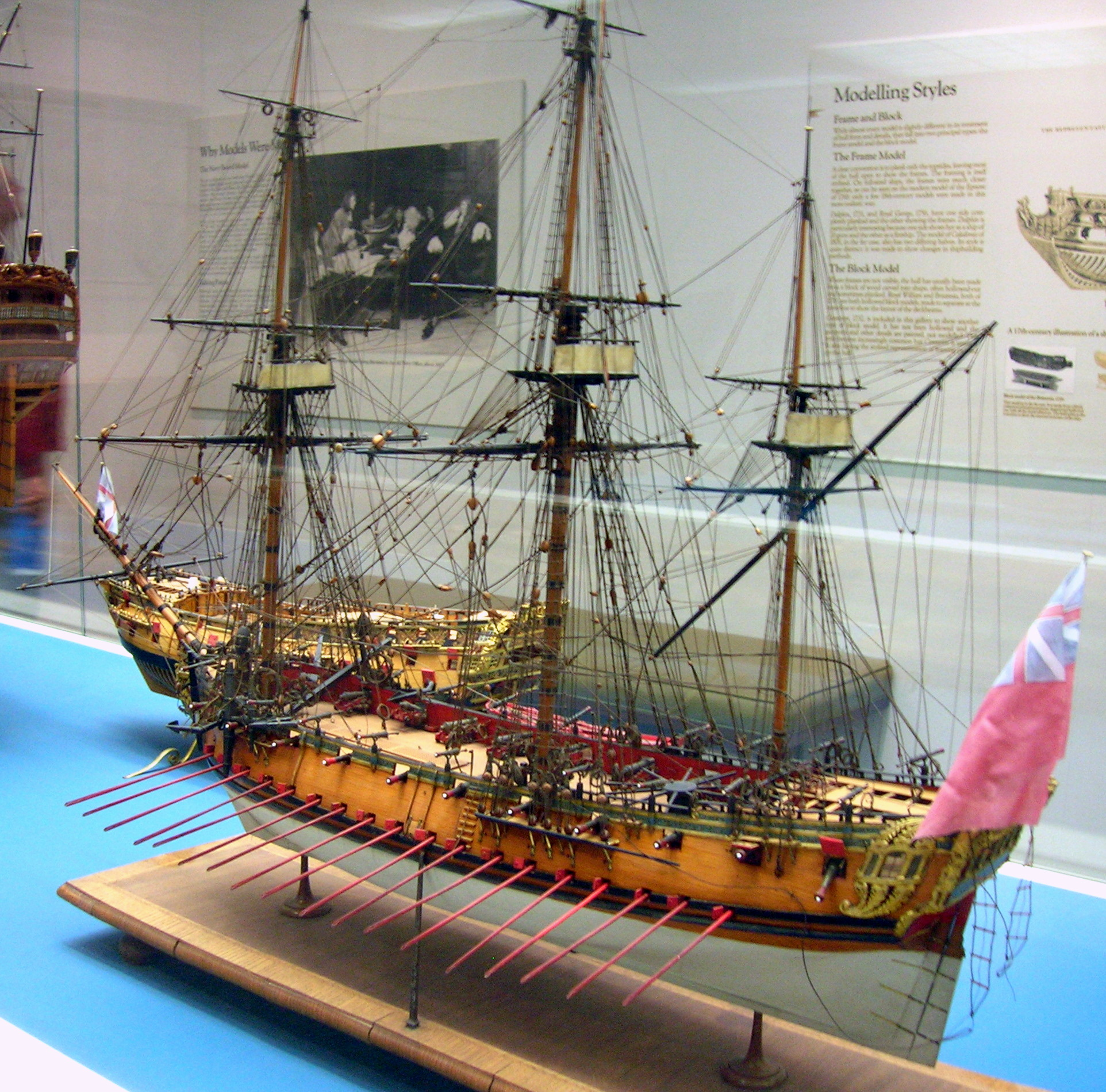
Maquette d'un navire de sixième rang.